# Japan Open Tennis Championships 2007 - Qualificazioni singolare maschile
Le qualificazioni del singolare maschile del Japan Open Tennis Championships 2007 sono state un torneo di tennis preliminare per accedere alla fase finale della manifestazione. I vincitori dell'ultimo turno sono entrati di diritto nel tabellone principale. In caso di ritiro di uno o più giocatori aventi diritto a questi sono subentrati i lucky loser, ossia i giocatori che hanno perso nell'ultimo turno ma che avevano una classifica più alta rispetto agli altri partecipanti che avevano comunque perso nel turno finale.
Le qualificazioni del torneoJapan Open Tennis Championships  2007 prevedevano 24 partecipanti di cui 6 sono entrati nel tabellone principale.

## Teste di serie
1. Simon Stadler (Qualificato)
2. Davide Sanguinetti (ultimo turno)
3. Kyu-Tae Im (primo turno)
4. Gouichi Motomura (ultimo turno)
5. Ti Chen (ultimo turno)
6. Jean-Claude Scherrer (Qualificato)

1. Jun Woong-sun (Qualificato)
2. Phillip King (ultimo turno)
3. Takahiro Terachi (Qualificato)
4. Jae-Sung An (ultimo turno)
5. Hyun-Woo Nam (Qualificato)
6. Toshihide Matsui (primo turno)

## Qualificati
1. Simon Stadler
2. Hyun-Woo Nam
3. Luka Gregorc

1. Jun Woong-sun
2. Takahiro Terachi
3. Jean-Claude Scherrer

## Tabellone

### Legenda
| - Q = Qualificato - WC = Wild card - LL = Lucky loser | - ALT = Alternate - SE = Special Exempt - PR = Protected Ranking | - w/o = Walkover - r = Ritirato - d = Squalificato |

### Sezione 1
|  | Primo turno | Primo turno       | Primo turno       | Primo turno | Primo turno |  |  | Ultimo turno | Ultimo turno      | Ultimo turno      | Ultimo turno | Ultimo turno |  |
|  |             |                   |                   |             |             |  |  |              |                   |                   |              |              |  |
|  | 1           | Simon Stadler     | Simon Stadler     | 6           | 6           |  |  |              |                   |                   |              |              |  |
|  |             | Joji Miyao        | Joji Miyao        | 1           | 1           |  |  | 1            | Simon Stadler     | Simon Stadler     | 6            | 6            |  |
|  |             | Norikazu Sugiyama | Norikazu Sugiyama | 7           | 6           |  |  |              | Norikazu Sugiyama | Norikazu Sugiyama | 4            | 3            |  |
|  | 12          | Toshihide Matsui  | Toshihide Matsui  | 62          | 4           |  |  |              |                   |                   |              |              |  |

### Sezione 2
|  | Primo turno | Primo turno        | Primo turno        | Primo turno | Primo turno |  |  | Ultimo turno | Ultimo turno       | Ultimo turno | Ultimo turno | Ultimo turno |  |
|  |             |                    |                    |             |             |  |  |              |                    |              |              |              |  |
|  | 2           | Davide Sanguinetti | Davide Sanguinetti | 6           | 7           |  |  |              |                    |              |              |              |  |
|  |             | Yaoki Ishii        | Yaoki Ishii        | 4           | 62          |  |  | 2            | Davide Sanguinetti | 3            | 7            | 65           |  |
|  | 11          | Hyun-Woo Nam       | Hyun-Woo Nam       | 6           | 7           |  |  | 11           | Hyun-Woo Nam       | 6            | 5            | 7            |  |
|  |             | Tatsuma Itō        | Tatsuma Itō        | 4           | 64          |  |  |              |                    |              |              |              |  |

### Sezione 3
|  | Primo turno | Primo turno  | Primo turno | Primo turno | Primo turno |  |  | Ultimo turno | Ultimo turno | Ultimo turno | Ultimo turno | Ultimo turno |  |
|  |             |              |             |             |             |  |  |              |              |              |              |              |  |
|  |             | Luka Gregorc | 6           | 64          | 6           |  |  |              |              |              |              |              |  |
|  | 3           | Kyu-Tae Im   | 4           | 7           | 1           |  |  |              | Luka Gregorc | 62           | 7            | 6            |  |
|  | 10          | Jae-Sung An  | Jae-Sung An | 6           | 6           |  |  | 10           | Jae-Sung An  | 7            | 62           | 4            |  |
|  |             | Yuichi Ito   | Yuichi Ito  | 1           | 3           |  |  |              |              |              |              |              |  |

### Sezione 4
|  | Primo turno | Primo turno      | Primo turno      | Primo turno | Primo turno |  |  | Ultimo turno | Ultimo turno     | Ultimo turno | Ultimo turno | Ultimo turno |  |
|  |             |                  |                  |             |             |  |  |              |                  |              |              |              |  |
|  | 4           | Gouichi Motomura | Gouichi Motomura | 6           | 6           |  |  |              |                  |              |              |              |  |
|  |             | Yūichi Sugita    | Yūichi Sugita    | 4           | 4           |  |  | 4            | Gouichi Motomura | 7            | 1            | 4            |  |
|  | 7           | Jun Woong-sun    | 6                | 65          | 6           |  |  | 7            | Jun Woong-sun    | 65           | 6            | 6            |  |
|  |             | Hiroki Kondo     | 3                | 7           | 1           |  |  |              |                  |              |              |              |  |

### Sezione 5
|  | Primo turno | Primo turno      | Primo turno      | Primo turno | Primo turno |  |  | Ultimo turno | Ultimo turno     | Ultimo turno     | Ultimo turno | Ultimo turno |  |
|  |             |                  |                  |             |             |  |  |              |                  |                  |              |              |  |
|  | 5           | Ti Chen          | Ti Chen          | 6           | 6           |  |  |              |                  |                  |              |              |  |
|  |             | Oh-Hee Kwon      | Oh-Hee Kwon      | 3           | 2           |  |  | 5            | Ti Chen          | Ti Chen          | 3            | 1            |  |
|  | 9           | Takahiro Terachi | Takahiro Terachi | 6           | 6           |  |  | 9            | Takahiro Terachi | Takahiro Terachi | 6            | 6            |  |
|  |             | Guilherme Ochiai | Guilherme Ochiai | 3           | 4           |  |  |              |                  |                  |              |              |  |

### Sezione 6
|  | Primo turno | Primo turno          | Primo turno          | Primo turno | Primo turno |  |  | Ultimo turno | Ultimo turno         | Ultimo turno         | Ultimo turno | Ultimo turno |  |
|  |             |                      |                      |             |             |  |  |              |                      |                      |              |              |  |
|  | 6           | Jean-Claude Scherrer | Jean-Claude Scherrer | 7           | 6           |  |  |              |                      |                      |              |              |  |
|  |             | Toshiharu Kato       | Toshiharu Kato       | 63          | 4           |  |  | 6            | Jean-Claude Scherrer | Jean-Claude Scherrer | 6            | 7            |  |
|  | 8           | Phillip King         | 6                    | 64          | 6           |  |  | 8            | Phillip King         | Phillip King         | 4            | 5            |  |
|  |             | David Škoch          | 1                    | 7           | 4           |  |  |              |                      |                      |              |              |  |